# Foot Ball Club Torino 1932-1933
Questa voce raccoglie le informazioni riguardanti il Foot Ball Club Torino nelle competizioni ufficiali della stagione 1932-1933.

## Stagione
Nella stagione 1932-1933 il Torino disputò il campionato di Serie A.

## Divise
| 1ª divisa |

## Organigramma societario
Area direttiva
- Presidente: Giovanni Battista Mossetto

Area tecnica
- Allenatori: Franz Hänsel, poi dal 22 maggio 1933 Augusto Rangone

## Rosa
| N. |                    | Ruolo | Calciatore            |
| -- | ------------------ | ----- | --------------------- |
|    | Italia (bandiera)  | P     | Vincenzo Bosia        |
|    | Italia (bandiera)  | P     | Giuseppe Maina        |
|    | Italia (bandiera)  | D     | Osvaldo Ferrini       |
|    | Brasile (bandiera) | D     | Fernando Giudicelli   |
|    | Italia (bandiera)  | D     | Cesare Martin (II)    |
|    | Italia (bandiera)  | D     | Feliciano Monti (III) |
|    | Italia (bandiera)  | D     | Alberto Rosso         |
|    | Italia (bandiera)  | C     | Federico Allasio      |
|    | Brasile (bandiera) | C     | Demostene Bertini     |
|    | Italia (bandiera)  | C     | Antonio Janni         |

| N. |                   | Ruolo | Calciatore         |
| -- | ----------------- | ----- | ------------------ |
|    | Italia (bandiera) | C     | Dario Martin (III) |
|    | Italia (bandiera) | A     | Mario Bo           |
|    | Italia (bandiera) | A     | Giovanni Busoni    |
|    | Italia (bandiera) | A     | Bruno Castellani   |
|    | Italia (bandiera) | A     | Adolfo Giuntoli    |
|    | Italia (bandiera) | A     | Julio Libonatti    |
|    | Italia (bandiera) | A     | Filippo Prato      |
|    | Italia (bandiera) | A     | Alide Romano       |
|    | Italia (bandiera) | A     | Gino Rossetti (II) |
|    | Italia (bandiera) | A     | Onesto Silano      |

## Risultati

### Serie A

#### Girone di andata
| Arbitro: | Barlassina (Novara) |

|                                      |           |                  |
| Libonatti 48’, 57’ Silano 86’ (rig.) | Marcatori | 21’, 42’ Petrone |

| Arbitro: | Scorzoni (Bologna) |

|                        |           |                                             |
| Piola 62’ Casalino 82’ | Marcatori | 4’ Castellani 25’ Libonatti 63’ Rossetti II |

| Arbitro: | Rovida (Milano) |

|                                                         |           |                            |
| Sclavi 3’ (aut.) Rossetti II 41’, 61’ Silano 45’ (rig.) | Marcatori | 10’ Castelli 23’ Fantoni I |

| Arbitro: | Dattilo (Roma) |

|             |           |               |
| Sansone 75’ | Marcatori | 62’ Libonatti |

| Arbitro: | Casati (Como) |

|  |           |             |
|  | Marcatori | 70’ Scarone |

| Arbitro: | Sassi (Roma) |

|                        |           |                 |
| Colaussi 16’ Rocco 25’ | Marcatori | 26’, 56’ Busoni |

| Arbitro: | Giulini (Milano) |

|                                                                                        |           |  |
| Silano 15’ Rossetti II 25’, 42’, 49’, 71’ Busoni 37’, 50’ Castellani 44’ Libonatti 89’ | Marcatori |  |

| Arbitro: | Mazzarini (Roma) |

|                                        |           |                   |
| Busoni 58’ Janni 64’ Silano 76’ (rig.) | Marcatori | 31’, 68’ Levratto |

| Arbitro: | Casati (Como) |

|                 |           |            |
| Sallustro I 48’ | Marcatori | 79’ Silano |

| Arbitro: | Barlassina (Novara) |

|  |           |              |
|  | Marcatori | 67’ Borel II |

| Arbitro: | Caironi (Milano) |

|                         |           |  |
| Ferrari 33’ Esposto 78’ | Marcatori |  |

| Arbitro: | Bevilacqua (Viareggio) |

|                                                           |           |                                  |
| Arcari III 32’ (rig.) Magnozzi 34’ Moretti 54’ Romani 80’ | Marcatori | 10’ Bo 67’ Rossetti II 86’ Prato |

| Arbitro: | Melandri (Cairo Montenotte) |

|            |           |          |
| Busoni 37’ | Marcatori | 15’ Volk |

| Arbitro: | Gonani (Ravenna) |

|                                                                         |           |                                      |
| Busoni 2’, 14’, 53’ Monti III 22’ (rig.), 42’ (rig.) Valenti 84’ (aut.) | Marcatori | 19’, 58’ Marchionneschi 89’ Bodini I |

| Arbitro: | Carraro (Padova) |

|             |           |            |
| Cornara 35’ | Marcatori | 56’ Busoni |

| Arbitro: | Mastellari (Bologna) |

|           |           |                 |
| Rossi 60’ | Marcatori | 12’ Rossetti II |

| Arbitro: | Rovero (Voghera) |

|                                                      |           |                           |
| Rossetti II 11’ Busoni 49’, 82’ Monti III 79’ (rig.) | Marcatori | 45’ Bettini 85’ Perazzolo |

#### Girone di ritorno
| Arbitro: | Sassi (Roma) |

|  |           |        |
|  | Marcatori | 12’ Bo |

| Arbitro: | Turbiani (Ferrara) |

|                                                          |           |  |
| Rossetti II 8’ Libonatti 53’ Monti III 60’ (rig.) Bo 69’ | Marcatori |  |

| Roma 5 marzo 1933, ore 15:00 UTC+1 20ª giornata | Lazio                | 0 – 0 | Torino | Stadio del PNF\| Arbitro: \| Mastellari (Bologna) \| |
| Arbitro:                                        | Mastellari (Bologna) |       |        |                                                      |

| Arbitro: | Guarnieri (Milano) |

|                                  |           |                                |
| Rossetti II 18’, 40’ (rig.), 46’ | Marcatori | 32’ (rig.) Monzeglio 33’ Maini |

| Arbitro: | Dani (Genova) |

|                 |           |  |
| Banchero II 16’ | Marcatori |  |

| Arbitro: | Zorzi (Belluno) |

|            |           |  |
| Busoni 37’ | Marcatori |  |

| Arbitro: | Sassi (Roma) |

|                |           |  |
| Schiavetta 80’ | Marcatori |  |

| Arbitro: | Bonivento (Venezia) |

|                                                 |           |                      |
| Serantoni 27’ Meazza 35’, 78’ Levratto 50’, 86’ | Marcatori | 31’ (rig.) Monti III |

| Arbitro: | Gonani (Ravenna) |

|  |           |                 |
|  | Marcatori | 49’ Sallustro I |

| Arbitro: | Caironi (Milano) |

|                              |           |            |
| Varglien II 27’ Borel II 70’ | Marcatori | 13’ Busoni |

| Arbitro: | Carraro (Padova) |

|                                    |           |  |
| Libonatti 22’ Prato 42’ Busoni 59’ | Marcatori |  |

| Torino 25 maggio 1933, ore 15:30 UTC+1 29ª giornata | Torino              | 0 – 0 | Milan | Stadio Filadelfia\| Arbitro: \| Bonivento (Venezia) \| |
| Arbitro:                                            | Bonivento (Venezia) |       |       |                                                        |

| Arbitro: | Caironi (Milano) |

|                                                                        |           |          |
| Eusebio 12’, 48’, 74’ Fasanelli 26’, 50’ Bernardini 47’ Costantino 62’ | Marcatori | 8’ Prato |

| Arbitro: | Dani (Genova) |

|                                      |           |              |
| Castellani 33’ Busoni 40’ Silano 42’ | Marcatori | 32’ Azimonti |

| Arbitro: | Gama (Milano) |

|                                            |           |           |
| Rossini 12’ Valenti 58’ Marchionneschi 83’ | Marcatori | 48’ Rosso |

| Arbitro: | Bertoli (Vicenza) |

|                             |           |  |
| Busoni 4’ Silano 35’ Bo 66’ | Marcatori |  |

| Arbitro: | Dall'Era (Brescia) |

|                                |           |            |
| Perazzolo 15’, 17’ Tansini 62’ | Marcatori | 81’ Busoni |

## Statistiche

### Statistiche di squadra
| Competizione | Punti | In casa | In casa | In casa | In casa | In casa | In casa | In trasferta | In trasferta | In trasferta | In trasferta | In trasferta | In trasferta | Totale | Totale | Totale | Totale | Totale | Totale | DR  |
| Competizione | Punti | G       | V       | N       | P       | Gf      | Gs      | G            | V            | N            | P            | Gf           | Gs           | G      | V      | N      | P      | Gf     | Gs     | DR  |
| ------------ | ----- | ------- | ------- | ------- | ------- | ------- | ------- | ------------ | ------------ | ------------ | ------------ | ------------ | ------------ | ------ | ------ | ------ | ------ | ------ | ------ | --- |
| Serie A      | 36    | 17      | 12      | 2       | 3       | 47      | 18      | 17           | 2            | 6            | 9            | 18           | 36           | 34     | 14     | 8      | 12     | 65     | 54     | +11 |

### Statistiche dei giocatori[2]
| Giocatore        | Serie A  | Serie A |
| Giocatore        | Presenze | Reti    |
| ---------------- | -------- | ------- |
| F. Allasio       | 8        | 0       |
| D. Bertini       | 15       | 0       |
| M. Bo            | 23       | 4       |
| V. Bosia         | 6        | -11     |
| G. Busoni        | 26       | 18      |
| B. Castellani    | 20       | 3       |
| O. Ferrini       | 12       | 0       |
| A. Giuntoli      | 3        | 0       |
| F. Giudicelli    | 12       | 0       |
| A. Janni         | 31       | 1       |
| J. Libonatti     | 32       | 7       |
| G. Maina         | 28       | -43     |
| C. Martin (II)   | 24       | 0       |
| D. Martin (III)  | 17       | 0       |
| F. Monti (III)   | 28       | 5       |
| F. Prato         | 29       | 3       |
| A. Romano        | 1        | 0       |
| G. Rossetti (II) | 31       | 14      |
| A. Rosso         | 4        | 1       |
| O. Silano        | 24       | 7       |